# Batalla de Las Saladas

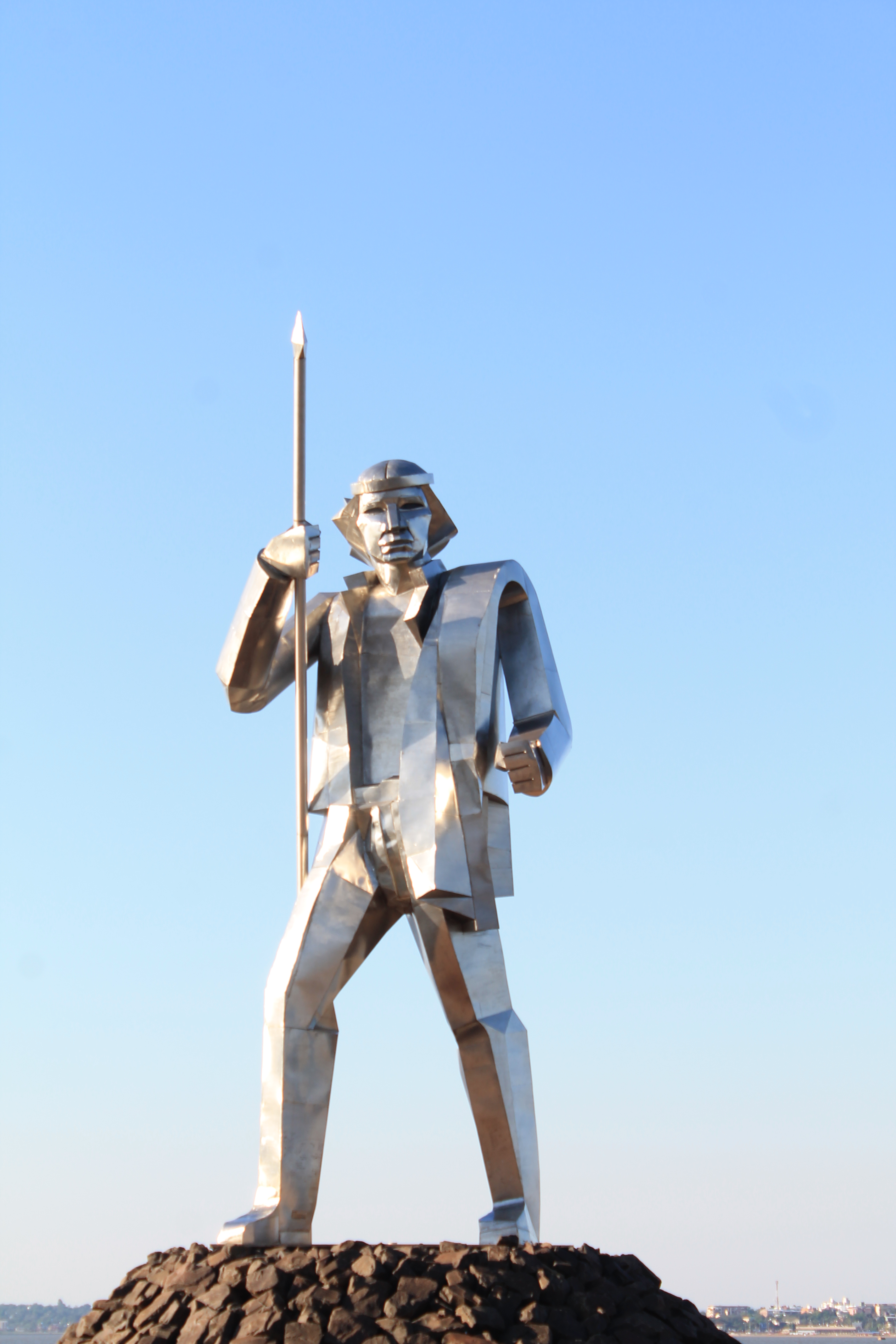
Andrés Guacurarí

La batalla de Las Saladas fue un enfrentamiento armado en el contexto de las guerras civiles argentinas de principios del siglo XIX. El 1 de agosto de 1818 las tropas provenientes de Misiones al mando de Andrés Guacurarí acamparon en las proximidades de Saladas, luego de haber ocupado sin resistencia los pueblos de Caá Catí y Mburucuyá.
El gobernador de Corrientes, José Francisco Vedoya, destacó al coronel José Francisco Casado para hacer frente a Andrés Guacurarí en Arerunguá. Guacurarí derrotó completamente a Casado, lo que motivó que este se replegara hacia Saladas, incorporándose a las tropas de Vedoya.
Vedoya se replegó hasta las márgenes del río Ambrosio esperando refuerzos por parte del comandante Brest desde la ciudad de Goya, los que nunca llegaron. Este error por parte de las fuerzas correntinas fue la causante de la derrota que padecieron a manos de los guaraníes.
El 2 de agosto de 1818 las fuerzas al mando de Andrés Guacuarí diezmaron casi totalmente a las tropas al mando de Casado y de Vedoya.
El gobernador Vedoya y su jefe de Estado Mayor, el coronel Casado, se fugaron del campo de batalla y se dirigieron a la ciudad de Corrientes. Posteriormente, se embarcaron hacia Buenos Aires.